# Jabbārābād
Jabbārābād (persiska: جبّار آباد) är en ort i Iran.   Den ligger i provinsen Kermanshah, i den nordvästra delen av landet, 400 km väster om huvudstaden Teheran. Jabbārābād ligger 1 662 meter över havet och antalet invånare är 115.
Terrängen runt Jabbārābād är huvudsakligen kuperad, men åt sydväst är den platt.Runt Jabbārābād är det ganska tätbefolkat, med 60 invånare per kvadratkilometer. Närmaste större samhälle är Sonqor, 17,8 km nordost om Jabbārābād. Trakten runt Jabbārābād består till största delen av jordbruksmark.